# Saplasah
Saplasah is een bestuurslaag in het regentschap Bangkalan van de provincie Oost-Java, Indonesië. Saplasah telt 1429 inwoners (volkstelling 2010).